# COTEC Portugal
A COTEC Portugal – Associação Empresarial para a Inovação é uma associação privada sem fins lucrativos constituída em Abril de 2003 na sequência de uma iniciativa do então Presidente da República Portuguesa, Jorge Sampaio. Esta iniciativa teve o apoio do Primeiro-Ministro e recebeu a adesão de um conjunto de empresas cujo valor acrescentado bruto global representava, em 2002, cerca de 18% do PIB nacional. Desde o início da sua actividade que o cargo de Presidente da Assembleia-Geral é ocupado pelo Presidente da República em exercício.
Com a missão de «promover o aumento da competitividade das empresas localizadas em Portugal, através do desenvolvimento e difusão de uma cultura e de uma prática de inovação, bem como do conhecimento residente no país», a COTEC conta com o apoio dos seus Associados e das instituições do Sistema Nacional de Inovação (SNI) para a concretização dos seus objectivos, através da realização de iniciativas em várias áreas. 
O projecto que a COTEC se propôs concretizar insere-se num contexto social de extrema complexidade. Para além de envolver um grande número de actores com objectivos distintos e potencialmente conflituosos – empresas (umas associadas da COTEC Portugal outras não), estruturas associativas, instituições públicas (umas ligadas ao poder central outras ao poder local), etc. –, trata-se de um contexto sujeito a condicionalismos de ordem económica, social, educacional e cultural, que determinam que as transformações mais significativas a operar serão necessariamente de médio ou longo prazo e com perspectivas de avaliação muito distintas.
Neste sentido, tem-se por absolutamente necessária a actuação da COTEC em rede no seio do SNI, o que implica conhecer, aproveitar e potenciar o trabalho desenvolvido pelas organizações públicas e privadas que estão no terreno com provas dadas e, simultaneamente, desafiar outras instituições que, não se tendo adaptado à mudança, necessitem de estímulos e apoios para o conseguir.

## Eixos Estratégicos
A actuação da COTEC baseia-se nos seguintes Eixos Estratégicos:
- Eixo 1. Promover uma cultura de inovação como fonte essencial da competitividade empresarial
- Eixo 2. Potenciar a prática da inovação por todos os agentes do Sistema Nacional de Inovação (SNI)
- Eixo 3. Influenciar as orientações estratégicas dos Sistemas Nacional e Europeu de Inovação (SNI e SEI)
- Eixo 4. Remover barreiras de contexto à inovação

## COTEC Europa
No plano europeu a actuação da COTEC Portugal faz-se em parceria com as suas congéneres Latinas  (Países Europeus com Idioma proveniente do Latim) a COTEC Espanha e COTEC Itália, que contam igualmente com os respectivos chefes de estado como Presidentes Honorários e seus principais impulsionadores.
COTEC Portugal. «Sítio oficial da COTEC Portugal»